# Frederik Paulsen Sr
Frederik Paulsen Sr, född Friedrich Paulsen 31 juli 1909 i Dagebüll, död 1997 i Alkersum, var en tysk-svensk läkare och grundare av läkemedelsföretaget Ferring.

## Biografi
Paulsen växte upp i Kiel och påbörjade 1928 medicinstudier vid Graz universitet. Han var i slutet av sina studier vid Kiels universitet då han 1933 arresterades av Gestapo för att ha distribuerat vänsterorienterad politisk protestlitteratur. Efter att ha varit fängslad huvuddelen av de kommande två åren, lyckades han med hjälp av sin familj fly till Schweiz i april 1935, i samband med att han släpptes från sitt fängelsestraff. I juli 1935 tog han sin läkarexamen och doktorsexamen vid Basels universitet. Hans avhandlingsämne var kolloidosmotiskt tryck i blodet hos gravida kvinnor, och byggde på hans undersökningar i Kiel. I juli 1935 flyttade han därefter Sverige. I Sverige utförde han hormonforskning åt läkemedelsföretaget Organon från 1936 samt arbetade åt Pharmacia. 1942 blev han svensk medborgare. Under 1940-talet fokuserade han sin forskning på peptidhormoner.
1950 grundade han i Malmö företaget Nordiska Hormonlaboratoriet AB, som senare döptes om till Ferring. Från 60-årsdagen 1969 minskade han sin delaktighet i företaget och lämnade successivt över till sonen Frederik Paulsen (Jr).
Frederik Paulsen och hans fru Eva bodde efter pensioneringen på den nordfrisiska ön Föhr.